# 北十間川

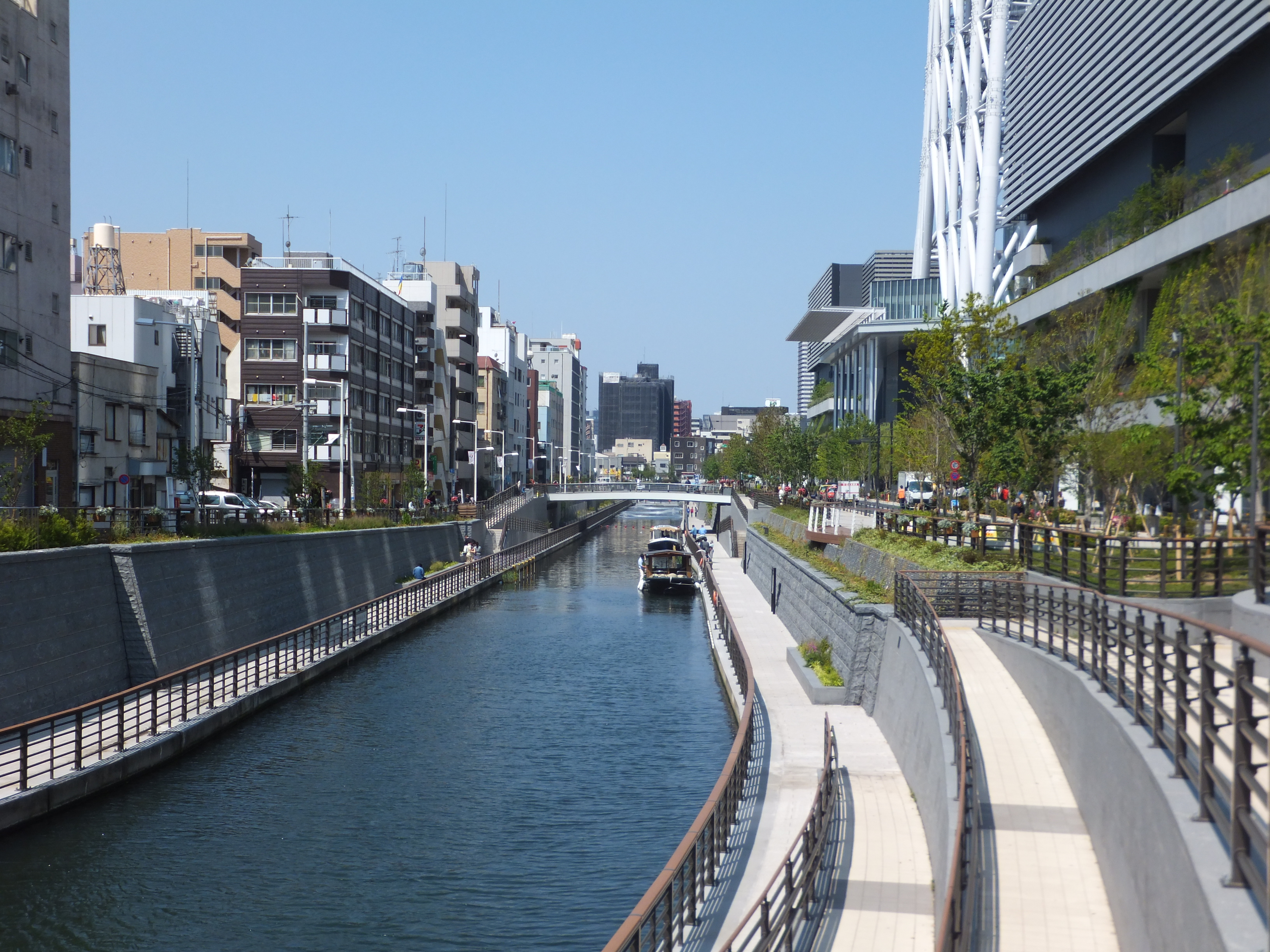
京成橋から見た東京スカイツリー方面の流れ（2013年）

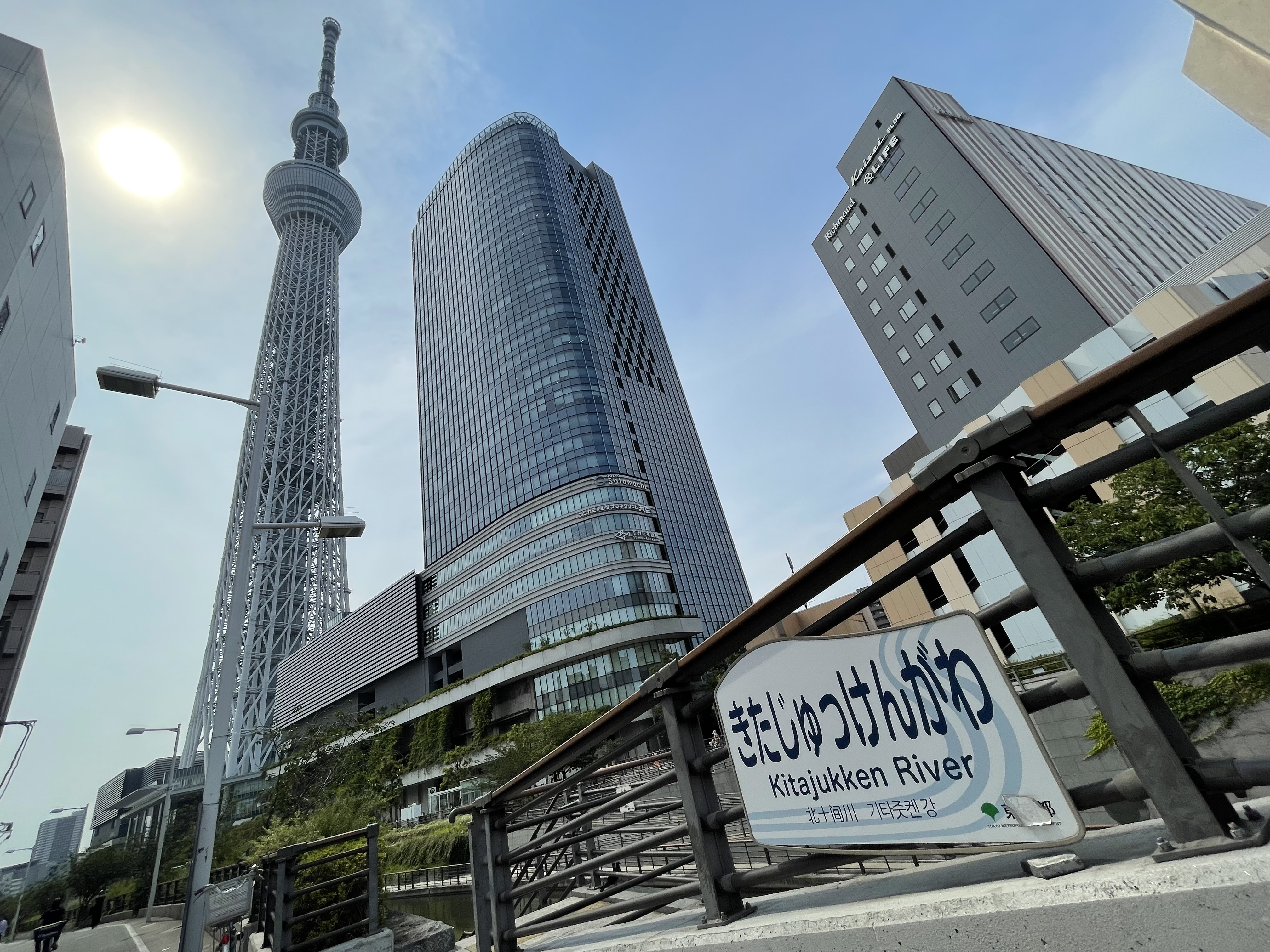
北十間川から望む東京スカイツリー（2023年）

北十間川（きたじゅっけんがわ）は、東京都を流れる川。総延長3.24kmの荒川水系の一級河川であり、江戸時代初期に開削された運河である。西に隅田川、東に旧中川と接続する。横十間川との合流点より西は墨田区内を通り、東は墨田区と江東区の区界となっている。
名称は、本所の「北」を流れる、川幅が「10間」の川であることに由来する。以前は大横川の分流点より西を源森川（別名源兵衛堀）、東を北十間川といった。

## 沿革

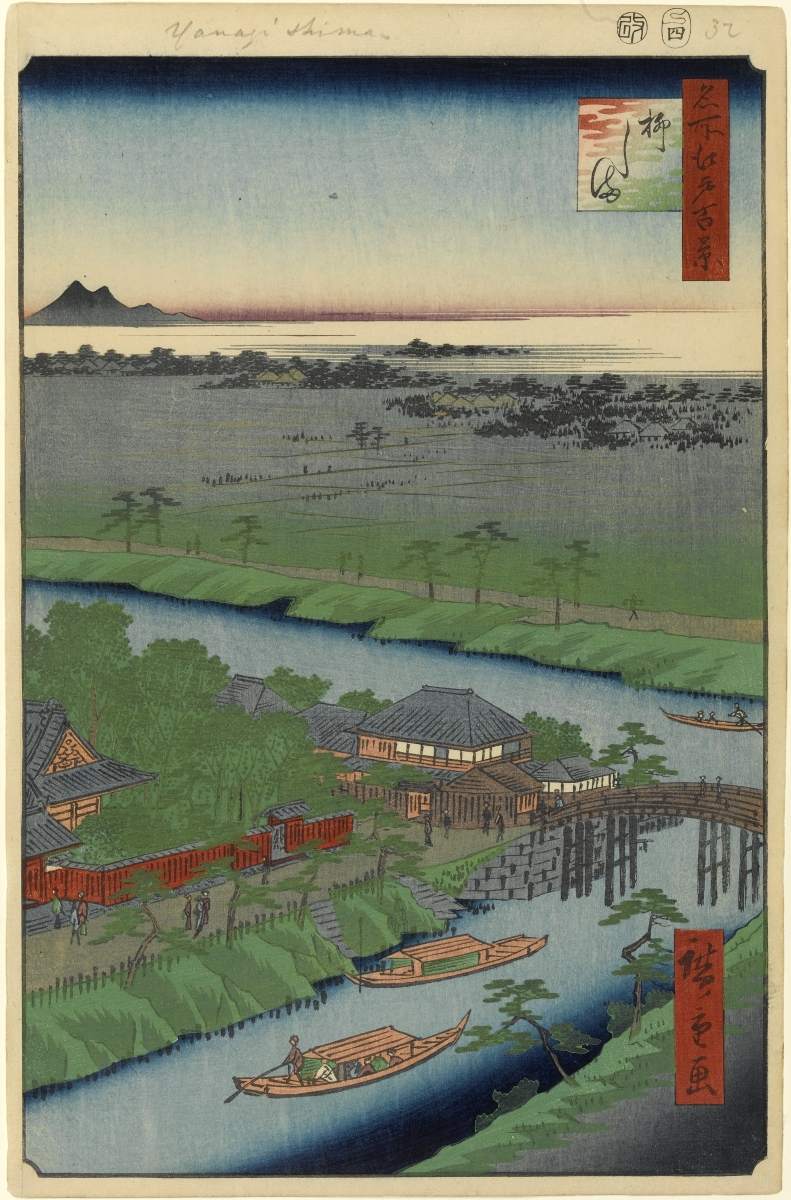
広重『名所江戸百景』「柳しま」。絵の中央の川が北十間川、絵の下の川が横十間川、左上の山は筑波山。

江戸時代、明暦の大火後の本所開発の一環として、源森川は材木輸送のため万治年間に、北十間川は農業用水のため1663年（寛文3年）に開削された。当初両川は繋がっていたが、隅田川増水時の洪水被害が著しく、1672年（寛文12年）には間に堤が築かれ、分断された。
1885年（明治18年）に住民の要請で源森川と北十間川が再び接続された。これにより旧中川と隅田川が最短距離で結ばれることとなり、業平橋駅で鉄道貨物とも連携して下町の物流に重要な役割を果たしたが、戦後舟運は衰退し、重要性が低下した。1978年（昭和53年）には扇橋閘門設置による江東地区の水位調整のため、大横川との分流点に北十間川樋門が設定されて航路が再び東西に分断され、東側の区間は荒川より水位が1メートル下げられた。また現在大横川、曳舟川などかつての接続河川は多くが埋め立てられており、水運の役目はほとんど果たされていない。

## 現況
押上業平橋地区では、2012年5月22日に開業した東京スカイツリーの建設に合わせ、それに面する北十間川も脚光を浴びている。周辺の再開発にあわせ親水テラス、船着場、水質浄化装置などが整備されたほか、東京ソラマチと対岸とを結ぶおしなり橋（歩行者専用）が新たに架けられた。
浅草などのほかの観光地と連絡する水上バスの運行も構想され、水運としての機能の復活が期待されているが、幅が狭いため隅田川を横断できる大きさの船が通行するには難があり、また前述の通り樋門が航路を塞いでおり、西部と東部で水位が異なるため大規模な工事による閘門化が必要であるなど、課題も多い。
2020年には隅田公園と枕橋から東武橋付近を一体整備した北十間川・隅田公園観光回遊路整備事業が完成する予定。

## 橋梁
西より
- 枕橋 - （墨堤通り）
- 源森橋 - （三ツ目通り）
- 小梅橋
- 東武橋
- おしなり橋
- 京成橋 - （四ツ目通り）
- 西十間橋
- 十間橋 - （十間橋通り）
- 境橋
- 福神橋 - （明治通り）
- 東武亀戸線橋梁
- 新小原橋 - （丸八通り）

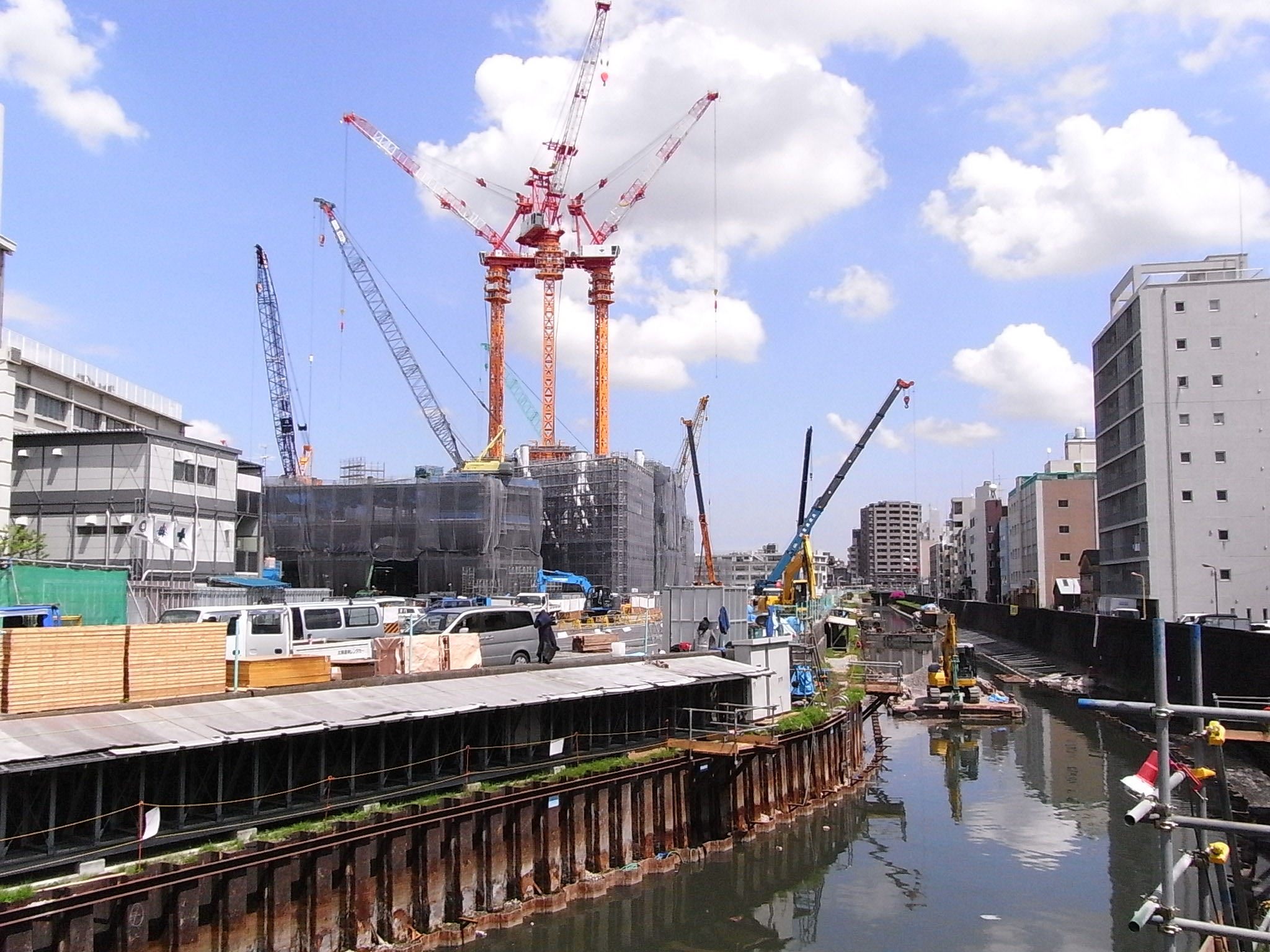
東武橋から見た改修前の北十間川とスカイツリー現場（2009年4月22日撮影）
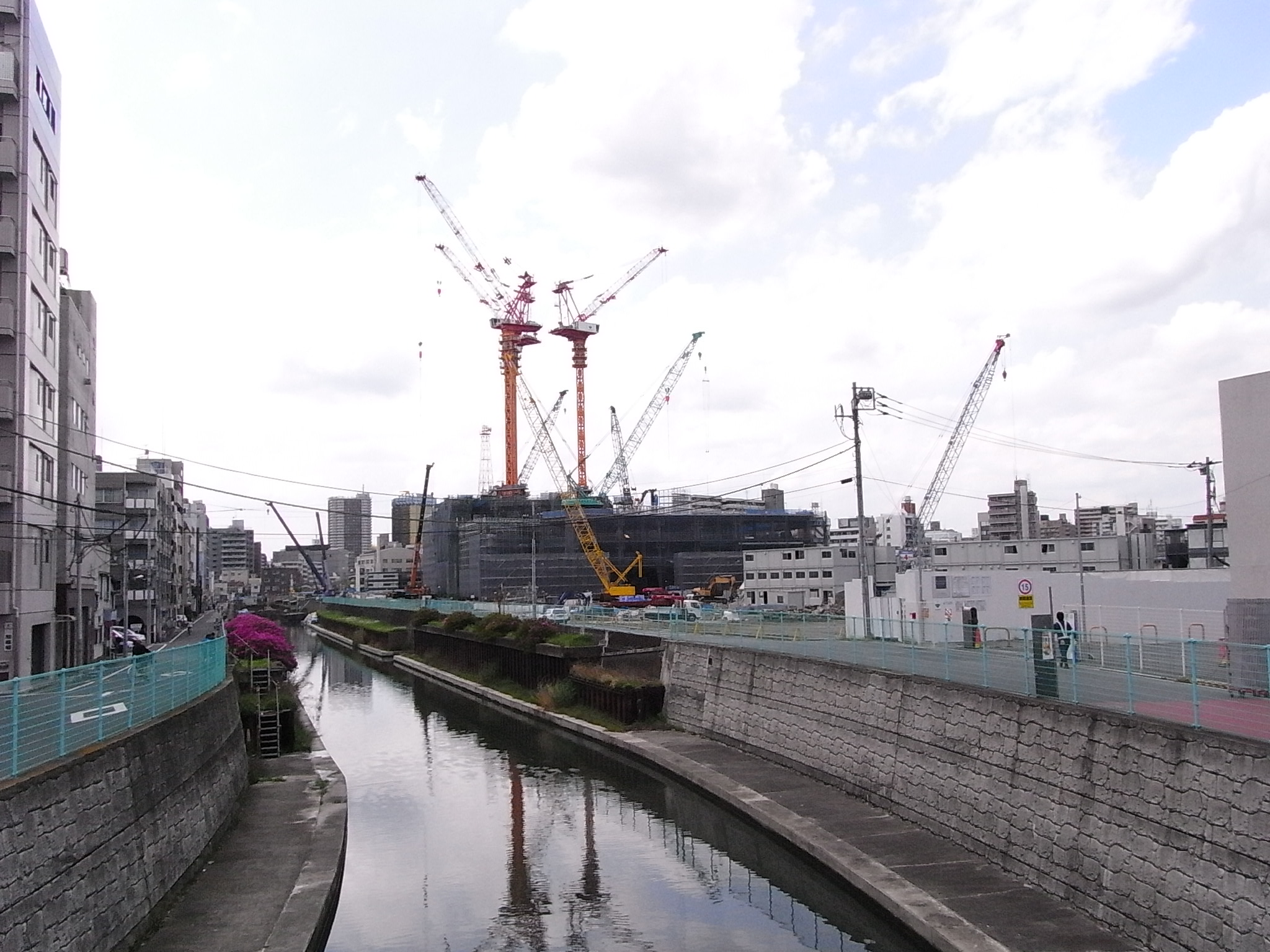
京成橋から見た改修前の北十間川とスカイツリー現場（2009年4月22日撮影）
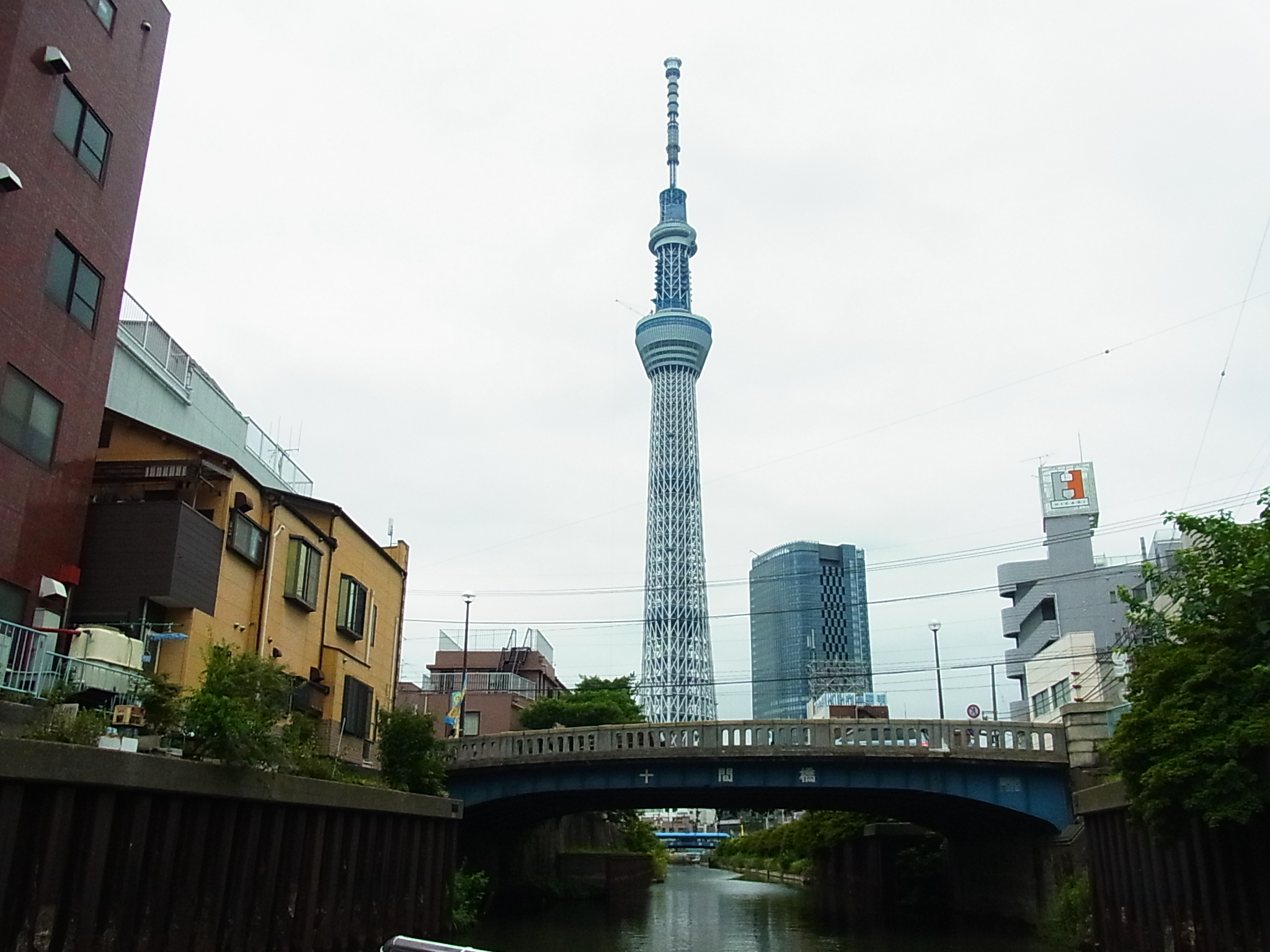
改修前の北十間川から十間橋とスカイツリーを見る（2011年7月23日撮影）
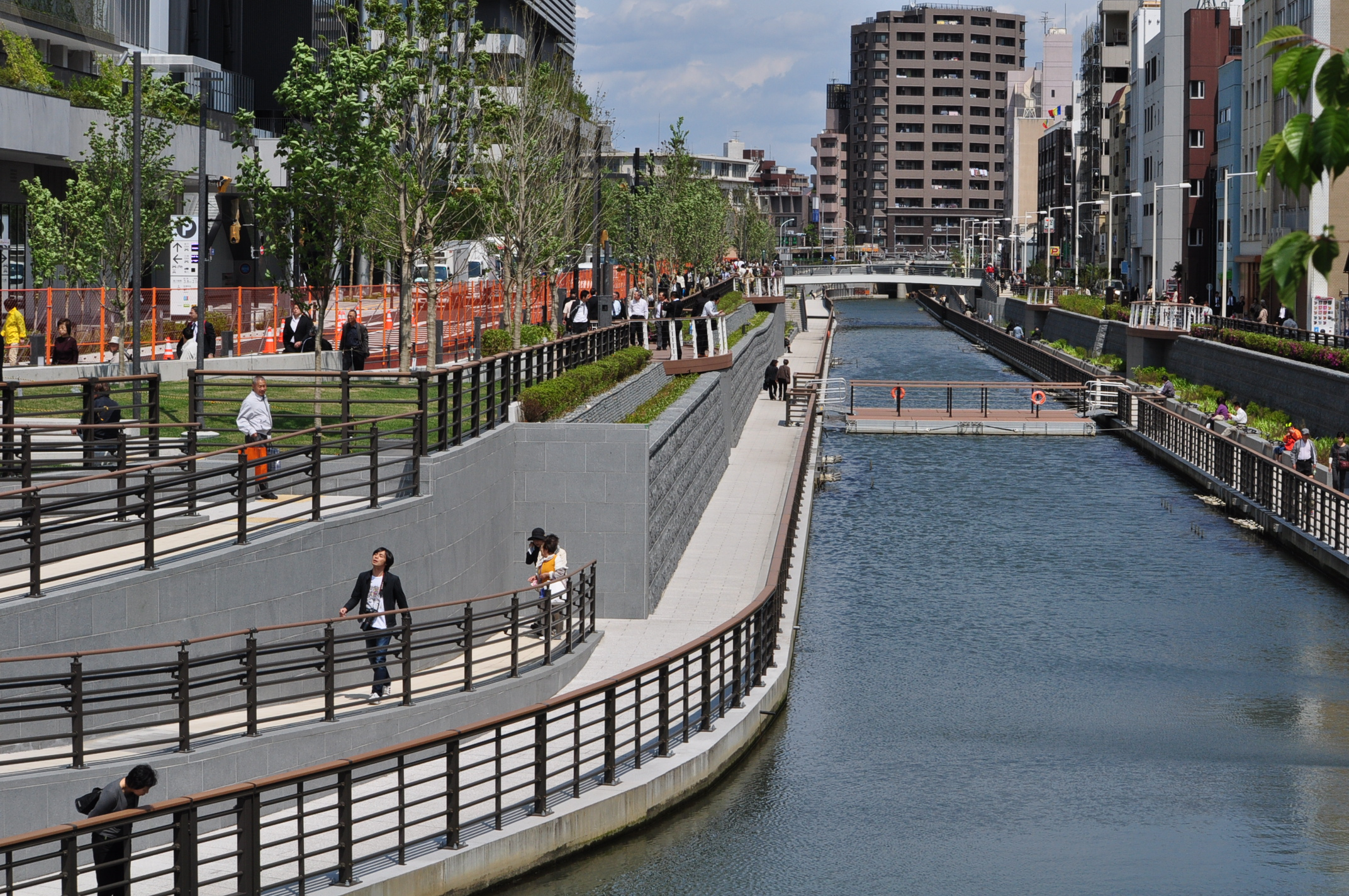
東武橋から見た改修後の北十間川（2012年5月11日撮影）
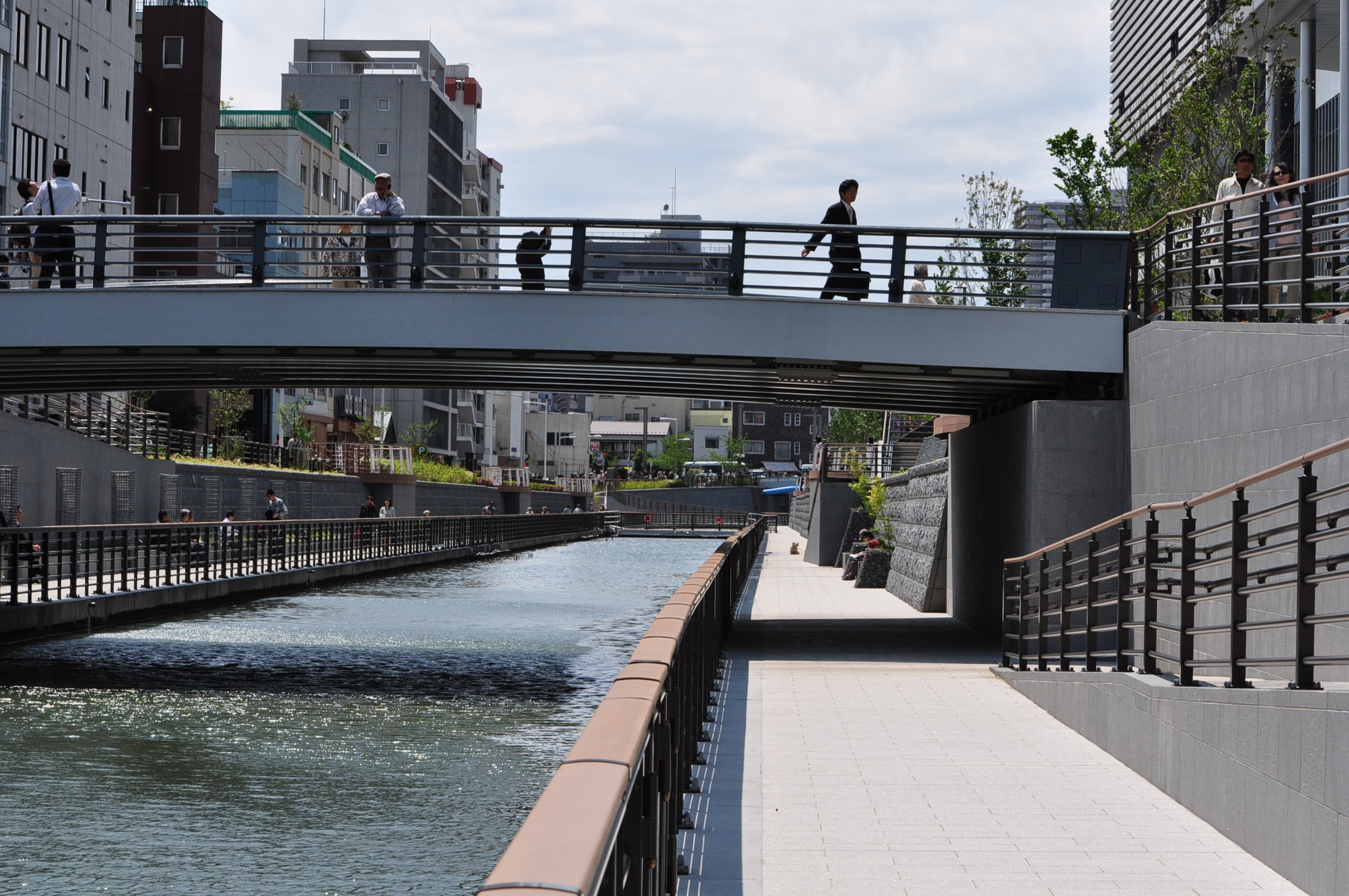
スカイツリー横の改修後の北十間川（2012年5月11日撮影）
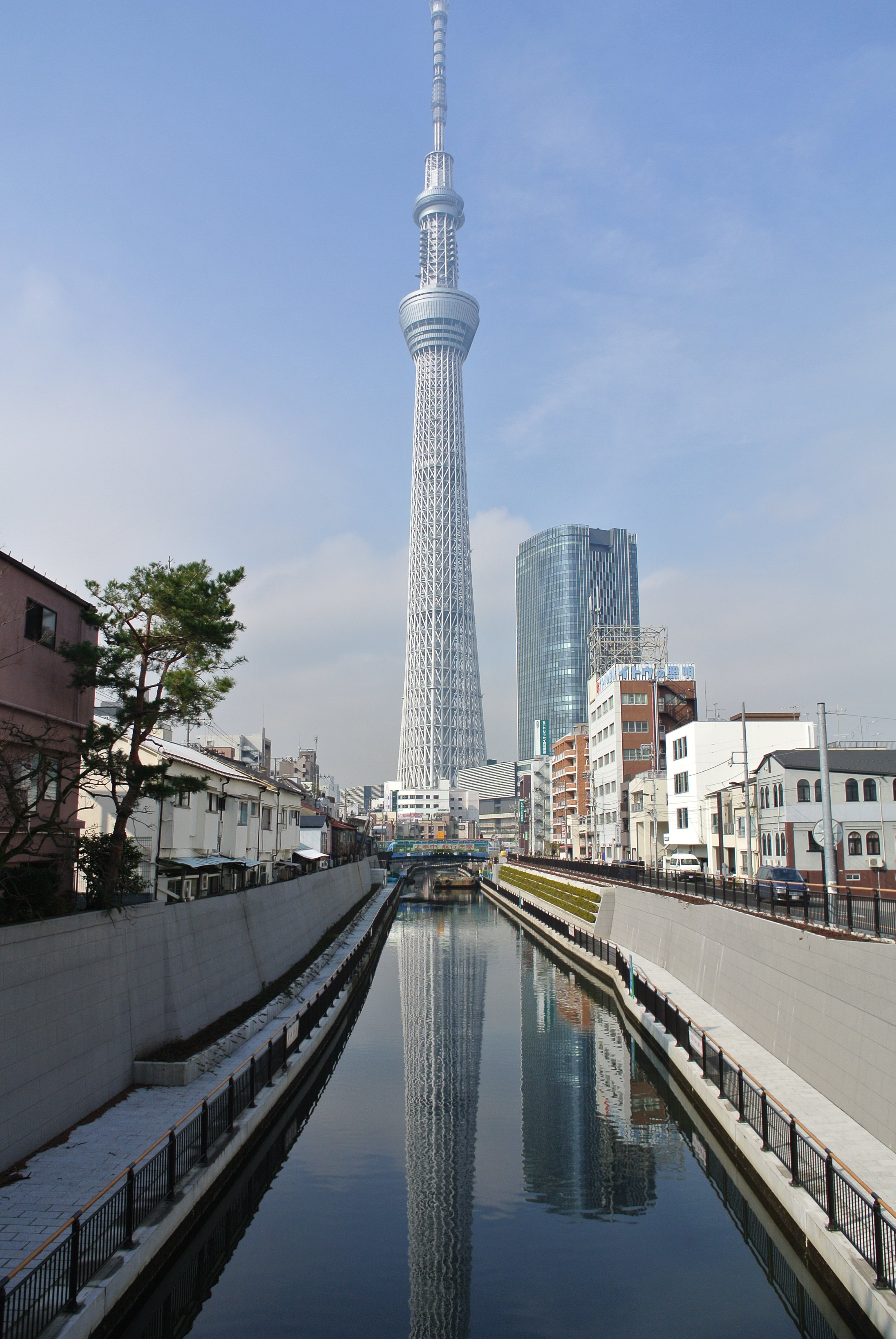
十間橋から見たスカイツリー（2013年2月7日）
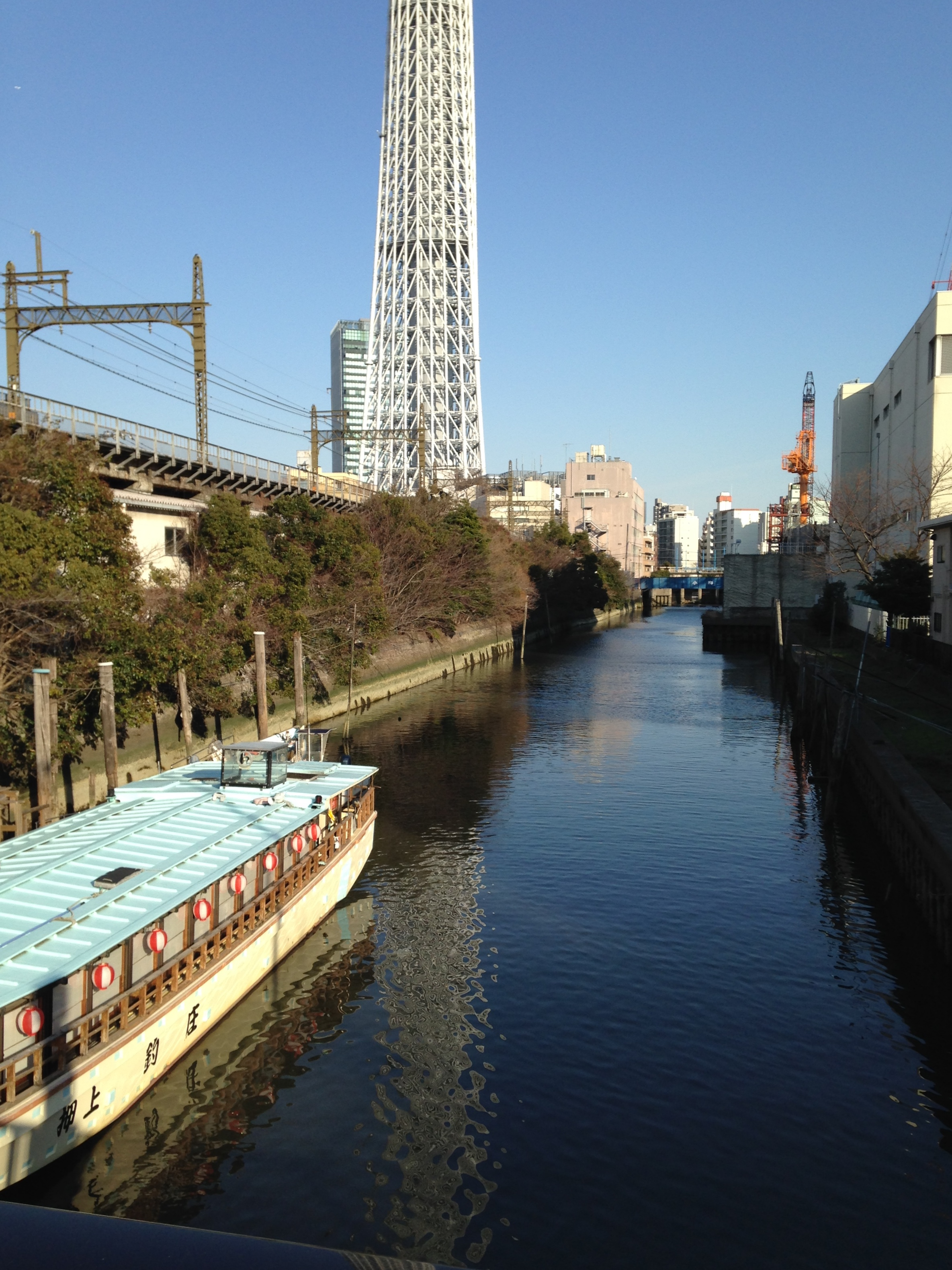
源森橋から見た北十間川、左側に東武伊勢崎線（東武スカイツリーライン）が通る